# Carlsson
Carlsson es una compañía de tuning especializada en Mercedes-Benz. La casa de tuning de Carlsson fue fundada por los hermanos Rolf y Andreas Hartge en 1989. Todos los modelos de Mercedes-Benz son productos de Carlsson, por ejemplo, la Clase R, la Clase SL, la Clase C, la Clase GL entre muchos otros. La compañía es la más popular por su gama de llantas de aleación.
A través de un nuevo importador, Carlsson comenzó un impulso más agresivo en el mercado de Estados Unidos en 2006 después de debutar su coche recién modificado CL500 (Euro-spec) en el SEMA Show 2006. En su crítica, la revista Modified Luxury & Exotics dijo: "...la clase CL está empezando a parecerse algo más en su línea al Bentley Continental - aunque venga un poco tímido en caballos."

## Carlsson CK35 RS Race Car

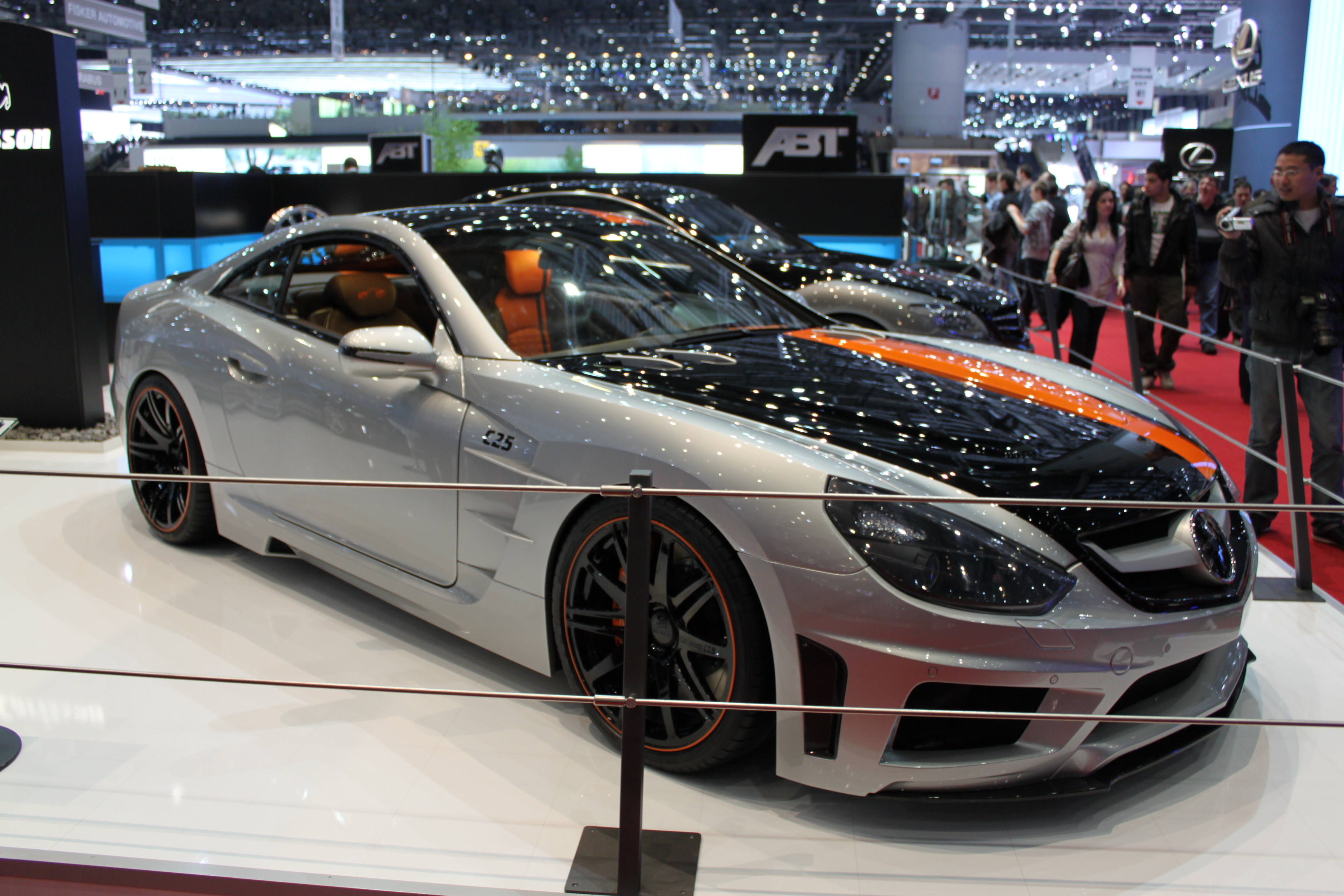
Carlsson C25 en el Salón del Automóvil de Ginebra de 2010

Basado en un Mercedes SLK350, el Carlsson CK35 RS Race Car debutó en las 24 Horas de Nürburgring en 2005. El Carlsson CK35 RS Race Car tenía una potencia de 324 CV (240 kW) en unos 6500 rpm y 295 ft·lbf (400 N·m) de par motor a 3500 rpm. Puede ir de 0 a 100 km/h en 4.8 segundos y puede llegar a una velocidad máxima de 265 km/h.

## Carlsson C25
El primer automóvil superdeportivo propio de Carlsson, el C25, hizo su debut en el 2010, en el Salón del Automóvil de Ginebra. Con una versión limitada de 25 automóviles, el C25 está equipado con un motor V12 twin-turbo que genera 764 CV y 1,150 N·m de par motor. Con una aceleración estimada de 0-100 km/h en 3.7 segundos y una velocidad máxima de 352 km/h.

## Carlsson Aigner

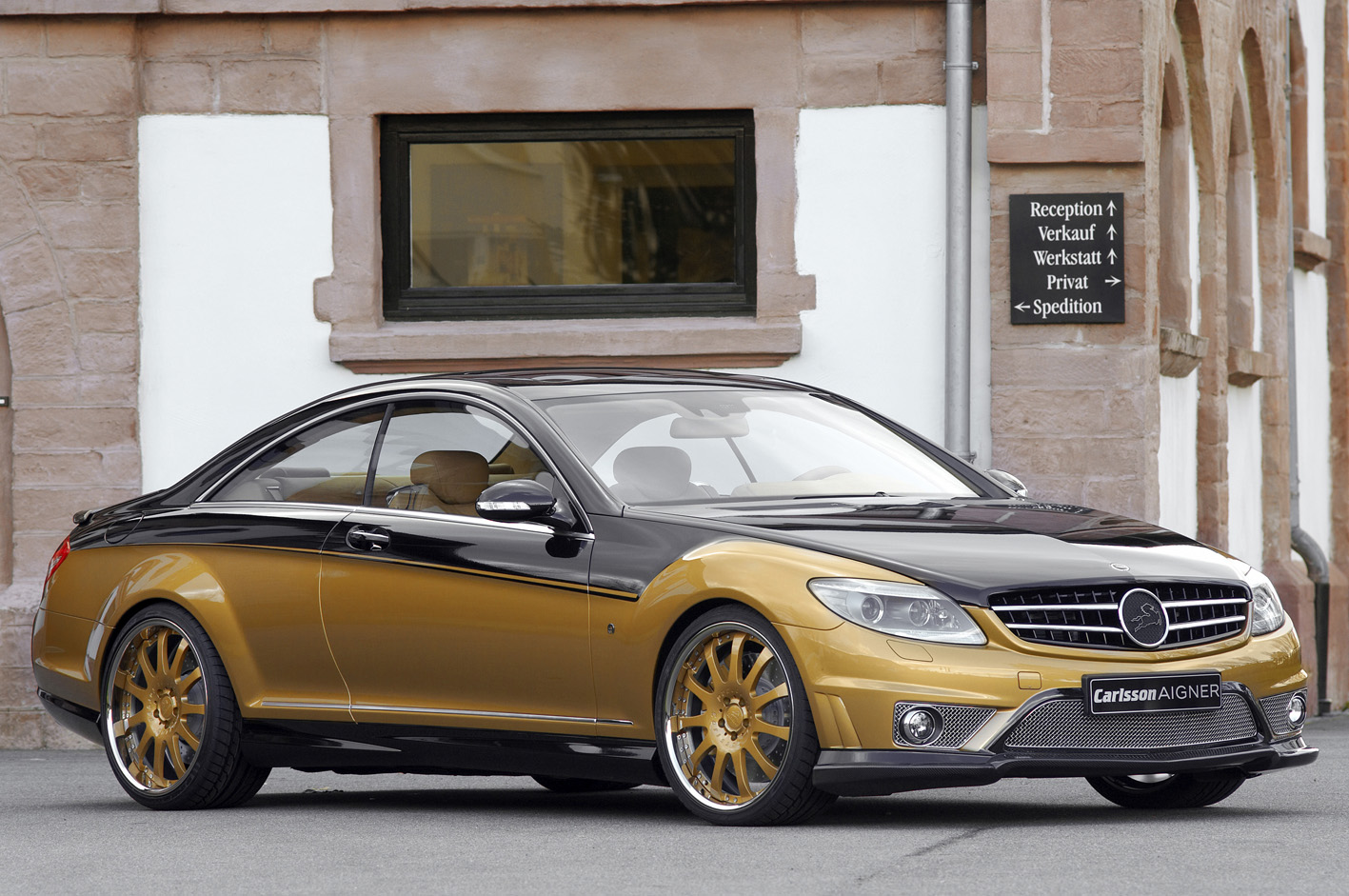
Carlsson Eau Rouge.

En 2007 empezó un programa de carrocerías con el diseñador Etienne Aigner. El primer ejemplo de su trabajo juntos fue la modificación de la carrocería del Mercedes CL65, llamada Carlsson Aigner CK65 RS "Eau Rouge". La "Eau Rouge" se refiere a la famosa curva del Circuit de Spa-Francorchamps. Con una potencia de 709 CV (520 kW) gracias a los ingenieros de Carlsson. El coche tiene una pintura de dos tonos y con unos colores vino en el interior. Tras este modelo vinieron el "Blanchimont" y el "Rascasse".

## Especialistas en la mejora de Mercedes-Benz y otros autos alemanes de la competencia
- Brabus
- Kleemann
- Mercedes-AMG
- Renntech
- Hamann